# サム・ジェフリーズ (1993年生のラグビー選手)
サム・ジェフリーズ（Sam Jeffries、1993年4月1日 - ）は、ジャパンラグビーリーグワン東京サントリーサンゴリアスに所属するラグビーユニオン選手。

## プロフィール
- イングランドチェルムスフォード出身[1]。
- ポジションはロック(LO)、フランカー(FL)。
- 身長 198 cm、体重 118 kg

## 来歴
ブリストル・ベアーズ、ハートプリー大学RFCを経て、2023年、東京サントリーサンゴリアスに加入。同年12月10日に行われたJAPAN RUGBY LEAGUE ONE第1節スピアーズ船橋・東京ベイ戦にて先発出場でリーグワン公式戦初出場を果たした。